# Avraham Halfi
Avraham Halfi (în ebraică אברהם חלפי) (n. 1 martie 1904, Łódź - d. 8 iunie 1980, Tel Aviv) a fost un actor și poet israelian de limbă ebraică, originar din Polonia.

## Biografie
Avraham Halfi s-a născut în orașul polonez Łódź, pe atunci parte a Poloniei Congresului din Imperiul Rus.
Data exactă a nașterii sale nu este cunoscută și se crede că s-a născut in anii 1904-1906. „Enciclopedia Pionierilor și Ctitorilor Israelului„” menționează ca data a nașterii sale 1 martie 1904. Mama sa suferea de o tulburare psihică și poetul a rămas orfan de ea la vârsta de 3 ani. 
Odată cu izbucnirea Primului Război Mondial Avraham, împreună cu tatăl și fratele său s-au mutat mai întâi la Minsk, în Bielorusia, apoi la Uman, în Ucraina. Halfi a învățat la un gimnaziu rus și a jucat în tinerețe într-un ansamblu de actori amatori. În 1922 s-a întors cu familia în Polonia, stabilindu-se în orașul Brest Litovsk.
În anul 1924 el a emigrat în Palestina, unde a lucrat la început pentru scurtă vreme în construcții și agricultură.   
Dupa un an a fost primit în ansamblul Teatrului Haohel din Tel Aviv.În anul 1954 s-a mutat la Teatrul Kameri. Acolo a interpretat pe parcursul anilor circa 60 de roluri diferite. Printre cele mai vestite personaje pe care le-a jucat se pot menționa Akaki Akakievici Bașmacikin din spectacolul „Mantaua” după nuvela lui Gogol (1956) și drăcușorul Ishon din spectacolul muzical „Utz li Gutz li”  de Avraham Shlonsky.
Halfi a jucat și în două filme, unul din ele fiind „Floch” în regia lui Dan Wolman și pe un scenariu de Wolman și Hanoch Levin, în care a jucat personajul principal - un anti-erou în vârstă, care după ce și-a pierdut fiul și familia acestuia într-un accident de automobil, voia să divorțeze de soția sa și să se reînsoare cu o femeie tânără care să poată să- i nască un nou copil.
Versurile i-au fost publicate în revista „Ktuvim” în anul 1935, urmate fiind în 1939 de volumul „Mizavit el zavit”
A fost ani de zile celibatar, a trăit în singuratate, fiind îndrăgostit de mai multe femei, unele din ele măritate, până ce, la scurtă vreme înainte de a muri, s-a căsătorit cu tânăra actriță Carmela Gay (Halfi)  
Halfi a murit în anul 1980 la Tel Aviv și a fost înhumat la cimitirul Kiryat Shaul din oraș.
Fratele său mai tânăr este poetul Shimshon Halfi, tatăl poetei Rahel Halfi.

## Poezia sa
Halfi a făcut parte din grupul de poeți moderniști "Shlonsky-Alterman".
În anii 1930-1940 era considerat un „poet minor”, dar după întemeierea Statului Israel a câștigat o mare apreciere.

## Halfi în media artistică
- O legătură deosebită a legat pe Halfi de cântărețul Arik Einstein (1939-2013), căruia i-a fost naș la ceremonia de Brit Mila.

În anul 1988 Arik Einstein a înregistrat un album de cântece pe versuri ale lui Avraham Halfi, puse pe note de compozitorul Yoni Rechter
(Atur Mitzhekh, Stav yehudi, Tzaar lakh, Shir shel yoná behaloní etc), de asemenea „Shir al hatuki Yossi” (Poezie despre papagalul Yossi) pe muzică de Arik Einstein însuși și Miki Gabrielov (1986)
Cântecul „Atur mitzhekh zahav shahor” (Fruntea ta e încununată de aur negru... Fruntea ta rimează cu ochii și lumina), considerat unul din cele mai frumoase cântece ebraice din genul „zemer ivrí”,  a devenit cunoscut din anul 1977 când a fost inclus de Arik Einstein în albumul său „Eretz Israel Hayeshaná vehatová” (Buna Țară a Israelului de altădată) partea a III-a și interpretat în acompanierea cântărețelor Yehudit Ravitz și Corinne Elal. El a fost ales de două ori cel mai frumos cântec israelian din toate timpurile în sondaje ale revistei „Musica” (nr.12 din 12 martie 1988) și ale ziarului „Yediot Aharonot” (12 aprilie 2002).
- Poezia sa Tefila (Rugaciune) a fost pusă pe muzică și interpretată de cântărețul Shlomo Bar și formația sa, „Brera tivit”
- Filmul documentar al lui Uri Misgav din 2014, „Hayav mleey shir” (Viața sa plină de poezie) este dedicat lui Avraham Halfi și scrierii poeziei „Atur Mitzhekh”

## Premii și distincții
- 1970 - Premiul Ussishkin
- 1972 - Premiul Wallenrod
- 1973 - Premiul Halevi - pentru contribuția sa însemnată la teatrul israelian de copii și tineret

## Opera literară
- 1939 - Mizavit el zavit
- 1951 - Shirey haaní heaní
- 1958 - Kealmonim bagèshem
- 1962 - Mul kokhavim veafar versuri alese
- 1966 -  Eynpanav haholkhim likrati
- 1970 - Betzél kol makom
- 1973 - Nili veTali veRani tipshoni versuri pentru copii, ilustrații de Avi Margalit
- 1974 - Meashpot yarim
- 1977 - Yashan vegam hadash
- 1986 - Shivá gamadim veod shiréy yeladim (Șapte pitici și alte poezii pentru copii)
- 1988 - Shirim (Poezii) 2 volume
- 1991 - Shneynu ahavnu shirat kokhavim (Amândoi am iubit cântarea stelelor)  - traducere în limba idiș de Yosef Ehrlich, ilustrată de Menashe Kadishman

## Traduceri în limba română
- Trei poezii ale sale au apărut în volumul „La marginea cerului-Poeți ebraici contemporani” (Cartea Românească, 1992) conținând traduceri de Sebastian Costin:Ceasuri fără îndurare,  De s-or deschide ochii mei,  Unde-o să cadă